# Humedal lacustrino de Tamborcito
El Humedal Lacustrino de Tamborcito es una Reserva Natural, que forma parte del Área de Conservación Arenal Huetar Norte, en la zona septentrional del país centroamericano de Costa Rica, a cerca de 80 millas (130 km) al norte de la ciudad capital de San José, al este de Boca Tapada. Protege las zonas de humedales forestales cerca de la frontera con Nicaragua, y es parte de una propuesta para un eventual parque nacional Maquenque.